# Valentin Getzov
Valentin Getzov, född den 14 mars 1967 i Ruse, Bulgarien, är en bulgarisk brottare som tog OS-silver i lättviktsbrottning i fristilsklassen 1992 i Barcelona.